# Južnohalmaherski-zapadnonovogvinejski jezici
Južnohalmaherski-zapadnonovogvinejski jezici (Halmahera-Cenderwasih jezici) grana istočnih malajsko-polinezijskih jezika (41) iz Indonezije. Sastoji se od dvije uže podskupine, južnohalmaherske sa sedam jezika loji se govore na Molucima i zapadnonovogvinejske s 34 jezika na Novoj Gvineji:
a. južnohalmaherski jezici: 
a1. Istočni Makian-Gane jezici: gane, istočni makian,
a2. Jugoistočni halmaherski jezici: buli, maba, patani, sawai.
Irarutu
b. zapadnonovogvinejski jezici:
b1. Bomberai, 2 jezika: bedoanas, erokwanas,
b2. Cenderawasih (ili Cenderawasih Bay jezici) 32: 
a. Biak jezici, 3 jezika: biak, dusner, meoswar.
b. Iresim (1): iresim
c. Mor (1): mor
d. Raja Ampat (10) : as, biga, gebe, kawe, legenyem, ma'ya, maden, matbat, waigeo, wauyai.
e. Tandia (1) : tandia
f. Waropen (1) waropen
g. Yapen (13) : ambai, ansus, busami, kurudu, marau, munggui, papuma, pom, roon, serui-laut, wabo, wandamen, woi.
h. Yaur (1):  yaur
i. Yeretuar (1) yeretuar

## Vanjske poveznice
- Ethnologue (14th)
- Ethnologue (15th)
- Tree for South Halmahera-West New Guinea[neaktivna poveznica]